# Johnny Brouwers
Léon 'Johnny' Brouwers (Elisabethville, 1930) is een Belgische jazzpianist en -componist.

## Biografie
Brouwers ontdekte op zijn twaalfde de jazz dankzij platen van Paul Whiteman en Guy Lombardo, daarna ontstond ook zijn interesse voor Belgische swingbands, zoals van Fud Candrix, Stan Brenders en Ivon De Bie. Na de oorlog ging hij als autodidact jazz leren en in 1946 speelde hij mee op jamsessies in jazzclubs in Molenbeek. Aansluitend speelde hij in de bigband van Daniel Lachtman. In 1954 richtte hij in Brüssel met gitarist Roland Gohy de groep The Tempo’s Cool Boys op, waarin hij speelde met musici als Babs Robert, Jean-Pierre Desmaret en Jean-Pierre Gebler. In 1957 formeerde hij de Jazz Preachers (met Vivi Mardens, Paul Sterckx en Babs Robert) en in 1959 vormde hij een trio met Freddy Deronde, dat in de club Rose Noire optrad en Amerikaanse musici als Jerome Richardson en Sahib Shihab begeleidde. 
In de jaren 60 was hij pianist en muzikaal leider van groepen van Babs Robert, waarmee hij in 1967 optrad op het Montreux Jazz Festival en in 1968 op de Jazz Jamboree in Warschau. In de jaren 70 werkte hij met verschillende fusion-bands, en verder was hij actief met Bruno Castellucci, Douglas Lucas, Frank Weyts en John Van Rymenant.

## Bron
- Émile Henceval: Dictionnaire du jazz à Bruxelles et en Wallonie. Liège: Pierre Mardaga, 1991.